# Săptămâna ISO
Sistemul ISO de numerotare a săptămânilor  este parte a standardului ISO8601. Sistemul este folosit în principal în organizațiile guvernamentale și în mediul de afaceri pentru măsurarea timpului calendaristic.
Sistemul utilizează același ciclu de 7 zile din calendarul gregorian. Săptămâna începe cu ziua de luni. Conform ISO un an are între 52 și 53 de săptămâni complete (deci 364 sau 371 de zile). Săptămâna în plus este numită săptămână de salt ("leap week" în limba engleză) dar standardul ISO8601 nu folosește acest termen. Sistemul are un ciclu de 400 de ani de 146.097 zile (sau 20.871 săptămâni), cu o lungime medie de ani exact de 365.2425 zile, la fel ca și calendarul gregorian. În fiecare 400 de ani, există 71 ani care au 53 săptămâni. Prima săptămână a unui an este acea săptămână care conține prima zi de joi a anului.
O dată este specificată în formatul ISO se scrie în formatul aaaa-nn-m, unde aaaa reprezintă numărul anului, nn reprezintă numărul săptămânii din an (care poate varia între 01 și 53) iar m reprezintă o cifră de la 1 la 7, convenția fiind aceea că ziua de luni este marcată cu 1, marți cu 2, și așa mai departe, duminica fiind numerotată cu cifra 7. De exemplu, 2006-W52-7 (sau în formă compactă 2006W527) este duminica din săptămâna 52 a anului 2006. În sistemul gregorian această zi a fost 31 decembrie 2006.

## Relația cu calendarul gregorian
Anul folosit de acest sistem se abate de la numărul de ani pe gregorian, pentru o zi de vineri, sâmbătă și duminică, sau o zi de sâmbătă și duminică, sau doar într-o duminică, la începutul anului gregorian (care sunt la sfârșitul anului precedent ISO) și o zi de luni, marți și miercuri, sau o zi de luni și marți, sau doar o luni, la sfârșitul anului gregorian (care sunt în săptămâna 01 a anului următor ISO). În perioada 4 ianuarie - 28 decembrie și în toate zilele de joi numărul săptămânii ISO corespunde cu numărul săptămânii în calendarul gregorian.

## Prima săptămână
Există mai multe definiții reciproc echivalente pentru săptămâna 01:
- săptămâna care conține prima zi de joi din an (definiția ISO8601)
- săptămâna care începe cu ziua de luni ce este cea mai apropiată în timp de 1 ianuarie
- săptămâna care are prima zi lucrătoare în ea (considerându-se că duminica, sâmbăta și data de 1 ianuarie sunt zile nelucrătoare)
- săptămâna care conține ziua de 4 ianuarie
- Prima săptămâna care are o majoritate de zile (patru sau mai multe) în anul care tocmai a început
- Săptămâna începând cu ziua de luni, în perioada 29 decembrie - 4 ianuarie
- Săptămână care conține ziua de joi, în perioada 4-7 ianuarie
- Săptămâna încheiată cu duminică, în perioada 4-10 ianuarie
- Dacă 1 ianuarie este o zi de luni, marți, miercuri sau joi, atunci aceasta este parte din săptămâna 01 a anului în curs. Dacă 1 ianuarie este o zi de vineri, sâmbătă sau duminică atunci aceasta este parte din săptămâna 52 sau 53 a anului precedent.

## Ultima săptămână
Ultima săptămână confirm ISO este săptămâna dinainte de săptămâna 01 a anului următor; în conformitate cu simetria definiției primei săptămâni, următoarele definiții sunt echivalente: [2]
- săptămâna care conține ultima zi de joi din an
- săptămâna care se sfârșește duminica și care este cea mai apropiată de data de 31 decembrie
- Săptămâna care conține data de 28 decembrie, la aceasta (prin urmare, numărul de săptămâni într-un anumit an este egal cu numărul săptămânii ce conține data de 28 decembrie)
- ultima săptămână care conține majoritatea (patru sau mai multe) zilelor din anul care se încheie
- săptămâna care începe cu ziua de luni în perioada 22-28 decembrie
- săptămâna care are ziua de joi, în perioada 25-31 decembrie
- săptămâna care se încheie duminică, în perioada 28 decembrie - 3 ianuarie
- dacă 31 decembrie este o zi de luni, marți, sau miercuri, acesta este în săptămâna 01 a anului viitor, altfel fiind vorba de săptămâna 52 sau 53 a anului ce se încheie

## Numărul de săptămâni din an
Anii de 53 de săptămâni ISO pot fi descriși prin oricare dintre următoarele definiții echivalente:
- toți anii începând joia, și toți anii bisecți care încep miercurea
- toți anii care se încheie joia, și anii bisecți ce se termină vinerea
- ani în care datele de 01 ianuarie sau 31 decembrie cad într-o zi de joi sau în care ambele sunt zilele de joi (cazul obișnuit)

Toți ceilalți ani au 52 de săptămâni ISO.

## Exemple

#### Exemple generale
- 2005-01-01 este 2004-W53-6
- 2005-01-02 este 2004-W53-7
- 2005-12-31 este 2005-W52-6
- 2007-01-01 este 2007-W01-1 (ambii ani 2007 încep cu aceeași zi)
- 2007-12-30 este 2007-W52-7
- 2007-12-31 este 2008-W01-1
- 2008-01-01 este 2008-W01-2 (anul Gregorian 2008 este un an bisect, anul ISO 2008 este cu 2 zile mai scurt: mai lung cu o zi la început, mai scurt cu 3 zile la sfârșit)
- 2008-12-29 este 2009-W01-1
- 2008-12-31 este 2009-W01-3
- 2009-01-01 este 2009-W01-4
- 2009-12-31 este 2009-W53-4 (anul ISO 2009 are 53 de săptămâni, extinzând cu trei zile anul gregorian 2009, ce începe și se termină cu o zi de joi, la ambele capete)
- 2010-01-03 este 2009-W53-7

#### 2009/2010 pentru anul cu săptămâni ISO intră trei zile în anul gregorian următor
- 2009-12-31 este 2009-W53-4
- 2010-01-01 este 2009-W53-5
- 2010-01-02 este 2009-W53-6
- 2010-01-03 este 2009-W53-7

Pentru 2008/2009 în cazul în anul cu săptămâni ISO intră cu trei zile în anul precedent Gregorian:
- 2008-12-28 este 2008-W52-7
- 2008-12-29 este 2009-W01-1
- 2008-12-30 este 2009-W01-2
- 2008-12-31 este 2009-W01-3
- 2009-01-01 este 2009-W01-4